# كورنيليس سيمون ماير
كورنيليس سيمون ماير (بالهولندية: Cornelis Simon Meijer)‏، عالم رياضيات هولندي، ولد في 17 أغسطس 1904 في Pieterburen ‏ في هولندا، وتوفي في 12 أبريل 1974.